# Reinaldo Marcus Green
Reinaldo Marcus Green est un réalisateur, producteur et scénariste américain.

## Biographie
Depuis 2011, Reinaldo Marcus Green écrit, produit et réalisé ses courts métrages, ainsi que ceux des autres.
En janvier 2018, il présente en tant que scénariste et réalisateur son premier long-métrage Monsters and Men au Festival du film de Sundance, il reçoit le prix spécial du jury,.
En juin 2019, on annonce qu'il réaliserait un film biographique intitulé La Méthode Williams, sur les joueurs de tennis Venus, Serena et Richard Williams qui est interprété par Will Smith,.
En septembre 2020, son deuxième film Good Joe Bell, produit par Jake Gyllenhaal et Cary Joji Fukunaga, avec les acteurs Mark Wahlberg, Connie Britton et Maxwell Jenkins, est sélectionné en avant-première mondiale au festival international du film de Toronto. La même année, il réalise les trois épisodes de la série télévisée Top Boy.

## Filmographie

### En tant que réalisateur

#### Longs métrages
- 2018 : Monsters and Men
- 2020 : Good Joe Bell
- 2021 : La Méthode Williams (King Richard)
- 2024 : Bob Marley: One Love

#### Courts métrages
- 2011 : The Interview
- 2011 : One Way Ticket
- 2014 : Stone Cars
- 2014 : Anonymous
- 2014 : The Zebra Room
- 2015 : Stop

#### Séries télévisées
- 2016-2017 : First Step (5 épisodes)
- 2019 : Top Boy (3 épisodes)
- 2022 : We own this city (6 épisodes)

### En tant que producteur

#### Courts métrages
- 2011 : The Interview de lui-même
- 2011 : One Way Ticket de lui-même
- 2012 : White de Mark F. Kindred
- 2012 : Showtime de Rashaad Ernesto Green
- 2013 : Street Kid de Mark F. Kindred
- 2013 : Festus de Shawn Snyder
- 2014 : Stone Cars de lui-même
- 2014 : Anonymous de lui-même
- 2014 : The Zebra Room de lui-même
- 2014 : Nnwom deede de Asantewaa Prempeh
- 2015 : Stop de lui-même
- 2015 : Le Barrage de Samuel Grandchamp
- 2015 : Semeli de Myrsini Aristidou
- 2017 : The Method of Loci de James K. Ferguson
- 2018 : Broken Land de Sheldon Chau

### En tant que scénariste

#### Long métrage
- 2018 : Monsters and Men de lui-même

#### Courts métrages
- 2011 : The Interview
- 2011 : One Way Ticket
- 2014 : Stone Cars
- 2014 : Anonymous
- 2014 : The Zebra Room
- 2015 : Stop